# 実教出版
実教出版株式会社（じっきょうしゅっぱん）は、高等学校用教科書、大学・短期大学・高等専門学校・専修学校・職業訓練施設向けテキスト等を発行している出版社。不動産事業としてJS市ヶ谷ビルやJS築地ビルのビル賃貸と、市ヶ谷女子学生ハイツの運営を行っている。因みに、「実務教育出版」との関連は無い。

## 沿革
- 1941年 - 「実業教科書株式会社」として設立。もともとは、実業学校関係の教科書を出版するための業者の自発的統合という事実上の戦時統合で発足している（中教出版と同様。こちらは後に解散）。
- 1942年 - 現在地（東京都千代田区五番町5番地）に移転。
- 1948年 - 教科書『あたらしい憲法のはなし』を発行。 教科書の検定制度発足に伴い、高校用教科書の発行開始。
- 1949年 - 専門図書の発行開始。
- 1950年 - 社名を「実教出版株式会社」に改称。
- 1971年 - 理工学関係図書の発行開始。
- 1974年 - 経済・経営関係図書の発行開始。
- 1980年 - 「市ヶ谷女子学生ハイツ」建設、営業開始。

## 教科書
- 文部科学省検定済教科書の発行者番号は7。
- 高等学校向け検定教科書を12教科（地歴、公民、数学、理科、家庭、情報、商業、工業、農業、福祉、水産、看護）発行している。
- 2015年度高校教科書採択冊数は、4,393,890冊で発行38社中第3位（シェア14.1%）であった[要出典]。
- 特に、工業、商業、農業などの実業高校の分野に強い[要出典]。
- 社会、数学、理科、家庭科なども発行しており、平易な内容の教科書で強みを見せる教科が多い[要出典]。
- IT社会の到来を受けて、2003年から高等学校普通科で教科「情報」がスタートしたが、実業高校で既に情報分野の教科書・教材を出版していた実績から、同分野で強みを見せている[要出典]。
- 2006年のセンター試験直後、同社の政治・経済の教科書で、経済統計のグラフの国名のアメリカとイギリスを逆にする誤りがあったことが指摘された。出版社がお詫びと訂正を行い、また教科書検定を行った文部科学省も、誤りを見逃したことを謝罪するに至った。センター試験に出題されたグラフとほぼ同一のものが教科書に記載されていることに気付いた群馬県の受験生が誤りを指摘してミスが発覚したもの[1]。